# Grotellaforma calora
Grotellaforma calora är en fjärilsart som beskrevs av Barnes 1907. Grotellaforma calora ingår i släktet Grotellaforma och familjen nattflyn. Inga underarter finns listade i Catalogue of Life.